# Tournefortia rollotii
Tournefortia rollotii är en strävbladig växtart som beskrevs av Ellsworth Paine Killip. Tournefortia rollotii ingår i släktet Tournefortia och familjen strävbladiga växter. Inga underarter finns listade i Catalogue of Life.